# ECW World Television Championship
L'ECW World Television Championship est un championnat de catch exclusif à l'Eastern Championship Wrestling / Extreme Championship Wrestling (ECW). Créé le 12 août 1992 sous le nom d'ECW Television Championship par l'Eastern Championship Wrestling, il s'agit du championnat secondaire de l'ECW derrière l'ECW Heavyweight Championship. En 1994, l'ECW cesse d'être une des fédérations de la National Wrestling Alliance et le titre change de nom pour celui d'ECW World Television Championship. Au cours de son existence, 22 catcheurs différents détiennent ce titre pour un total de 31 règnes. Le plus long étant celui de Rob Van Dam qui dure 1 an et 11 mois tandis que Too Cold Scorpio et The Tazmaniac détiennent ce titre pendant moins d'une journée. Too Cold Scorpio est aussi celui qui a le plus de règnes avec quatre. Le titre disparaît avec la fédération le 10 avril 2001.

## Historique du championnat
Le 12 août 1992, Johnny Hotbody bat Larry Winters pour devenir le premier ECW Television Champion. Il se voit contraint de rendre son titre vacant un mois plus tard à cause d'une fracture à la cheville. Le titre est une seconde fois vacant en février 1993 et l'ECW organise alors un tournoi qui voit la victoire de Jimmy Snuka. Le 13 novembre 1993, Sabu devient le premier catcheur à détenir l'ECW Heavyweight Champion et l'ECW Television Championship en même temps et cela pendant 1 mois et 13 jours.
Le 27 août 1994, l'Eastern Championship Wrestling cesse d'être membre de la National Wrestling Alliance et l'ECW change de nom pour celui d'Extreme Championship Wrestling. Les championnats changent aussi de nom dans le même temps et l'ECW Television Championship devient alors l'ECW World Television Championship. Rob Van Dam établit le record du plus long règne de 1 an et 11 mois entre sa victoire le 4 avril 1998 et le 4 mars 2000 où il doit rendre son titre à la suite d'une blessure. Le 9 septembre de cette même année, Rhino devient pour la seconde fois ECW World Television Champion. Il est le dernier détenteur de ce titre puisqu'en avril 2001, l'ECW se déclare en banqueroute.
| #  | Champion           | Fois | Date              | Durée               | Lieu                       | Notes | Réf    |
| -- | ------------------ | ---- | ----------------- | ------------------- | -------------------------- | --- | ------ |
| 1  | Johnny Hotbody     | 1    | 12 aout 1992      | 1 mois              | Philadelphie, Pennsylvanie | Il bat Larry Winters dans un match pour désigner le premier champion.                                                                                                 | [ 1 ]  |
| -  | Vacant             | 1    | 12 septembre 1992 | 18 jours            | -                          | Hotbody se fracture la cheville et se voit contraint de rendre son titre.                                                                                             | [ 2 ]  |
| 2  | Glen Osbourne (en) | 1    | 30 septembre 1992 | N/A                 | Philadelphie, Pennsylvanie | Osbourne bat Mr. Sandman pour devenir champion. | [ 10 ] |
| -  | Vacant             | 2    | février 1993      | N/A                 | -                          | Osbourne rend son titre. | [ 2 ]  |
| 3  | Jimmy Snuka        | 1    | 12 mars 1993      | 6 mois et 19 jours  | Radnor, Pennsylvanie       | Snuka remporte un tournoi face Osbourne en finale. | [ 3 ]  |
| 4  | Terry Funk         | 1    | 1er octobre 1993  | 1 mois et 12 jours  | Philadelphie, Pennsylvanie | | [ 11 ] |
| 5  | Sabu               | 1    | 13 novembre 1993  | 3 mois et 21 jours  | Philadelphie, Pennsylvanie | Le titre change de main au cours d'un par équipe où Sabu et Hawk battent Terry Funk et King Kong Bundy. Sabu fait le tombé sur Funk pour devenir le nouveau champion. | [ 4 ]  |
| 6  | The Tazmaniac      | 1    | 6 mars 1994       | 0 jour              | Philadelphie, Pennsylvanie | Diffusé le 15 mars. | [ 12 ] |
| 7  | J.T. Smith (en)    | 1    | 6 mars 1994       | 1 mois et 10 jours  | Philadelphie, Pennsylvanie | Diffusé le 22 mars. | [ 13 ] |
| 8  | Pitbull #1         | 1    | 16 avril 1994     | 27 jours            | Philadelphie, Pennsylvanie | | [ 14 ] |
| 9  | Mikey Whipwreck    | 1    | 13 mai 1994       | 3 mois              | Philadelphie, Pennsylvanie | Diffusé le 17 mai. | [ 15 ] |
| 10 | Jason Knight (en)  | 1    | 13 août 1994      | 2 mois et 22 jours  | Philadelphie, Pennsylvanie | | [ 16 ] |
| 11 | Too Cold Scorpio   | 1    | 4 novembre 1994   | 0 jour              | Hamburg, Pennsylvanie      | | [ 17 ] |
| 12 | Dean Malenko       | 1    | 4 novembre 1994   | 4 mois et 14 jours  | Hamburg, Pennsylvanie      | | [ 17 ] |
| 13 | Too Cold Scorpio   | 2    | 18 mars 1995      | 21 jours            | Philadelphie, Pennsylvanie | Diffusé le 21 mars. | [ 18 ] |
| 14 | Eddie Guerrero     | 1    | 8 avril 1995      | 3 mois et 13 jours  | Philadelphie, Pennsylvanie | | [ 19 ] |
| 15 | Dean Malenko       | 2    | 27 juillet 1995   | 7 jours             | Tampa, Floride             | | [ 20 ] |
| 16 | Eddie Guerrero     | 2    | 28 juillet 1995   | 28 jours            | Middletown, New York       | Diffusé le 8 août. | [ 21 ] |
| 17 | Too Cold Scorpio   | 3    | 25 août 1995      | 4 mois et 4 jours   | Jim Thorpe, Pennsylvanie   | Diffusé le 5 septembre | [ 22 ] |
| 18 | Mikey Whipwreck    | 2    | 29 décembre 1995  | 7 jours             | New York, New York         | Le championnat du monde par équipe de l'ECW de Too Cold Scorpio et The Sandman est aussi en jeu.                                                                      | [ 23 ] |
| 19 | Too Cold Scorpio   | 4    | 5 janvier 1996    | 4 mois et 6 jours   | Philadelphie, Pennsylvanie | | [ 24 ] |
| 20 | Shane Douglas      | 1    | 11 mai 1996       | 21 jours            | Philadelphie, Pennsylvanie | | [ 25 ] |
| 21 | Pitbull #2         | 1    | 1er juin 1996     | 21 jours            | Reading, Pennsylvanie      | | [ 2 ]  |
| 22 | Chris Jericho      | 1    | 22 juin 1996      | 21 jours            | Philadelphie, Pennsylvanie | | [ 26 ] |
| 23 | Shane Douglas      | 2    | 13 juillet 1996   | 10 mois et 25 jours | Philadelphie, Pennsylvanie | Il remporte un match à quatre à élimination comprenant aussi Pitbull #2 et Too Cold Scorpio.                                                                          | [ 27 ] |
| 24 | Taz                | 2    | 7 juin 1997       | 8 mois et 22 jours  | Philadelphie, Pennsylvanie | | [ 28 ] |
| 25 | Bam Bam Bigelow    | 1    | 1er mars 1998     | 1 mois et 3 jours   | Asbury Park, New York      | | [ 29 ] |
| 26 | Rob Van Dam        | 1    | 4 avril 1998      | 1 an et 11 mois     | Buffalo, New York          | Diffusé le 8 avril. Van Dam établit le record du plus long règne. | [ 30 ] |
| -  | Vacant             | 3    | 4 mars 2000       | 8 jours             | -                          | À la suite d'une blessure de Van Dam. | [ 7 ]  |
| 27 | Super Crazy        | 1    | 12 mars 2000      | 27 jours            | Danbury, Connecticut       | Il bat Rhino en finale d'un tournoi. | [ 31 ] |
| 28 | Yoshihiro Tajiri   | 1    | 8 avril 2000      | 14 jours            | Buffalo, New York          | Il remporte un match à trois comprenant aussi Little Guido. Diffusé le 14 avril.                                                                                      | [ 32 ] |
| 29 | Rhino              | 1    | 22 avril 2000     | 4 mois et 4 jours   | Philadelphie, Pennsylvanie | Diffusé le 30 avril. | [ 33 ] |
| 30 | Kid Kash           | 1    | 26 août 2000      | 14 jours            | New York, New York         | Diffusé le 8 septembre. | [ 34 ] |
| 31 | Rhino              | 2    | 9 septembre 2000  | 7 mois et 1 jour    | Mississauga, Ontario       | Diffusé le 24 septembre. | [ 8 ]  |
| -  | Désactivé          | -    | 10 avril 2001     | -                   | -                          | L'Extreme Championship Wrestling se déclare en banqueroute. | [ 9 ]  |
| †  | Matt Cardona       |      | 14 janvier 2022   | 2 jours +           | -                          | Cardona bat Rhino pour remporter le titre |        |